# Iepen

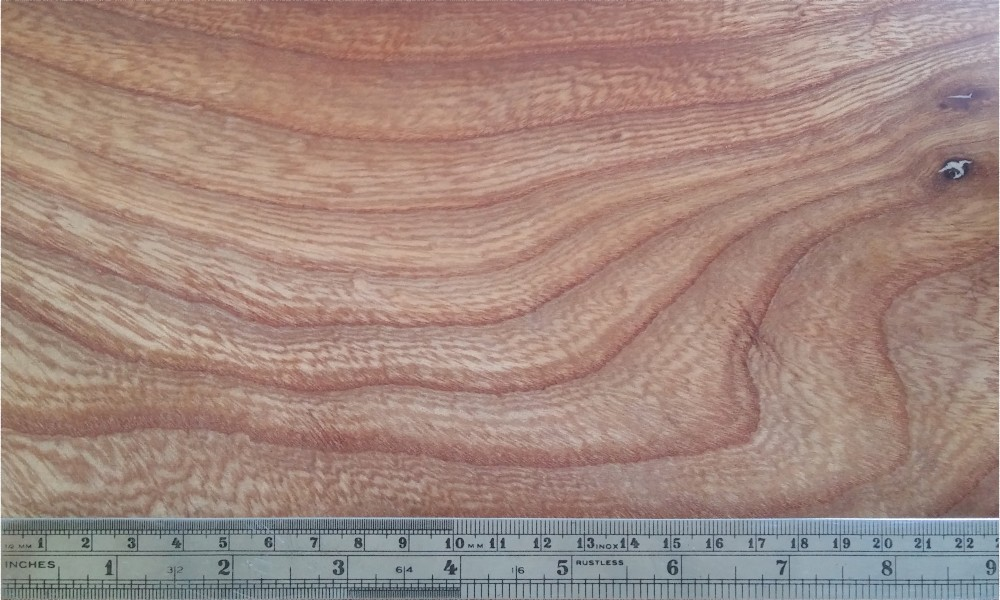
Iepen, met tekening veroorzaakt door groeiringen met bandjes in het laathout

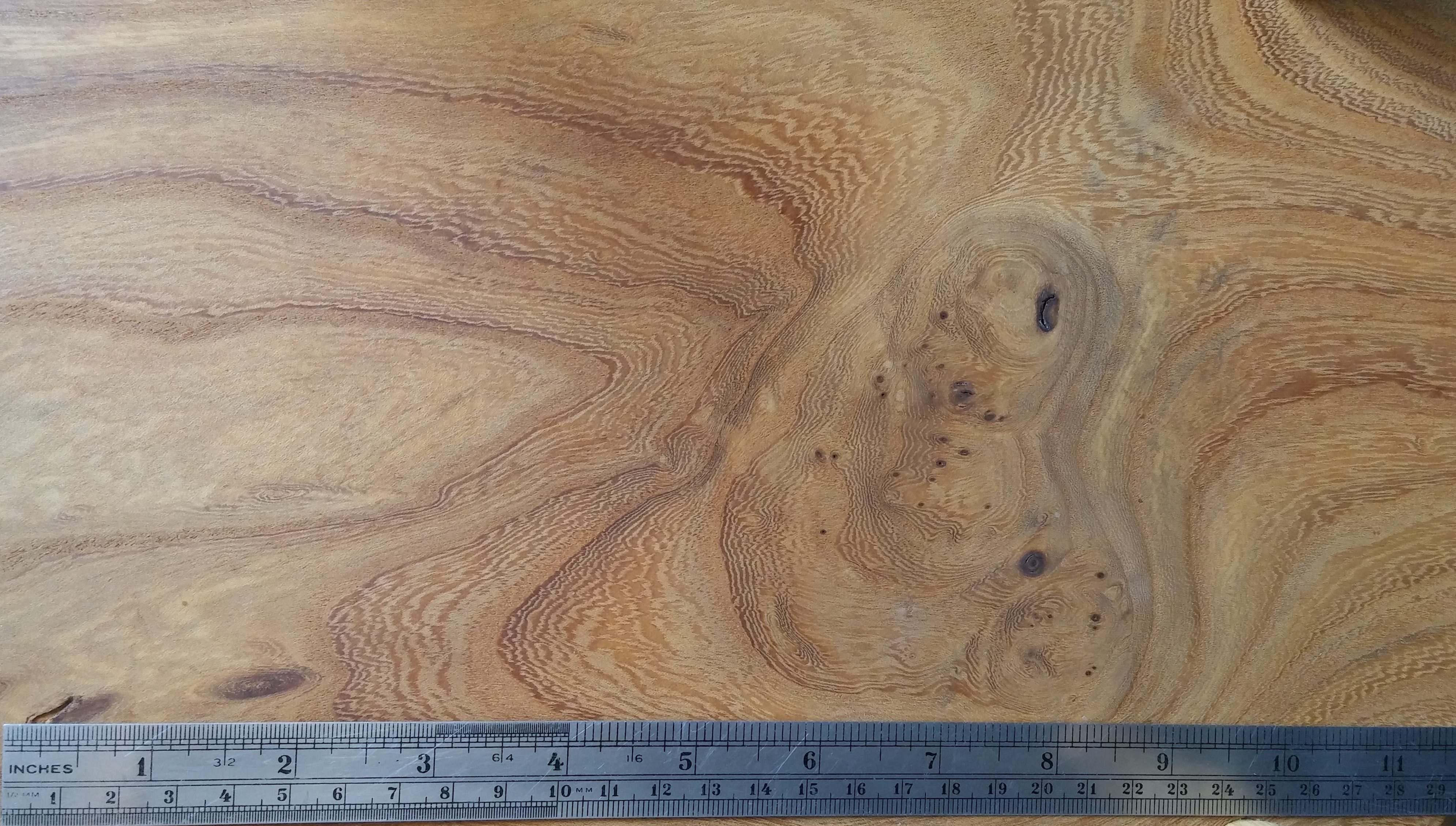
Iepen, met een effect dat richting iepenwortel gaat

Iepen, ook wel iepenhout genaamd, is een houtsoort, of groep houtsoorten. Vroeger werd deze in West-Europa veel gebruikt, bijvoorbeeld in de wagenbouw (en molenbouw), omdat het hout taai en slijtvast is. Het is verder bekend als de favoriete houtsoort van Henry Moore, die het graag voor zijn sculpturen gebruikte. 
Hoewel het in gebruik taai is, is iepen toch een vrij makkelijk te bewerken houtsoort. Behalve taai, is iepen ook een decoratieve houtsoort en daarmee gewaardeerd in, bijvoorbeeld, meubelen. Het is ringporig (net als eiken  en essen), zodat het op dosse vlakken karakteristieke 'vlammen' heeft. Extra decoratief is zogenaamd 'iepenwortelhout' (dat niet uit de wortel van de boom stamt, maar uit speciale uitgroeisels op de stam, zogenaamde wortelknollen), dat zeer gewenst is voor fineer, voor toepassing in bijvoorbeeld het interieur van auto's. 
Iepen is niet duurzaam; zo zijn meubelen van iepen berucht gevoelig voor houtworm. De duurzaamheid kan verbeterd worden door het hout te 'wateren', dat wil zeggen, door de stammen (voor het verzagen) enkele jaren te bewaren in (licht stromend) water. Dit verbetert ook de stabiliteit. Omdat het veel tijd kost is dit wateren de laatste tijd ongebruikelijk.
Iepen wordt geleverd door bomen van het geslacht Ulmus, een geslacht dat enkele tientallen soorten telt en op het hele Noordelijk Halfrond voorkomt. Dit betekent dat er ook wel hout beschikbaar kan zijn uit Noord-Amerika en Japan. De precieze eigenschappen van iepen wisselen met de herkomst (groeigebied, of soort). Door de iepziekte is het aantal iepenbomen sterk teruggelopen, met gevolgen voor de beschikbaarheid van het hout.

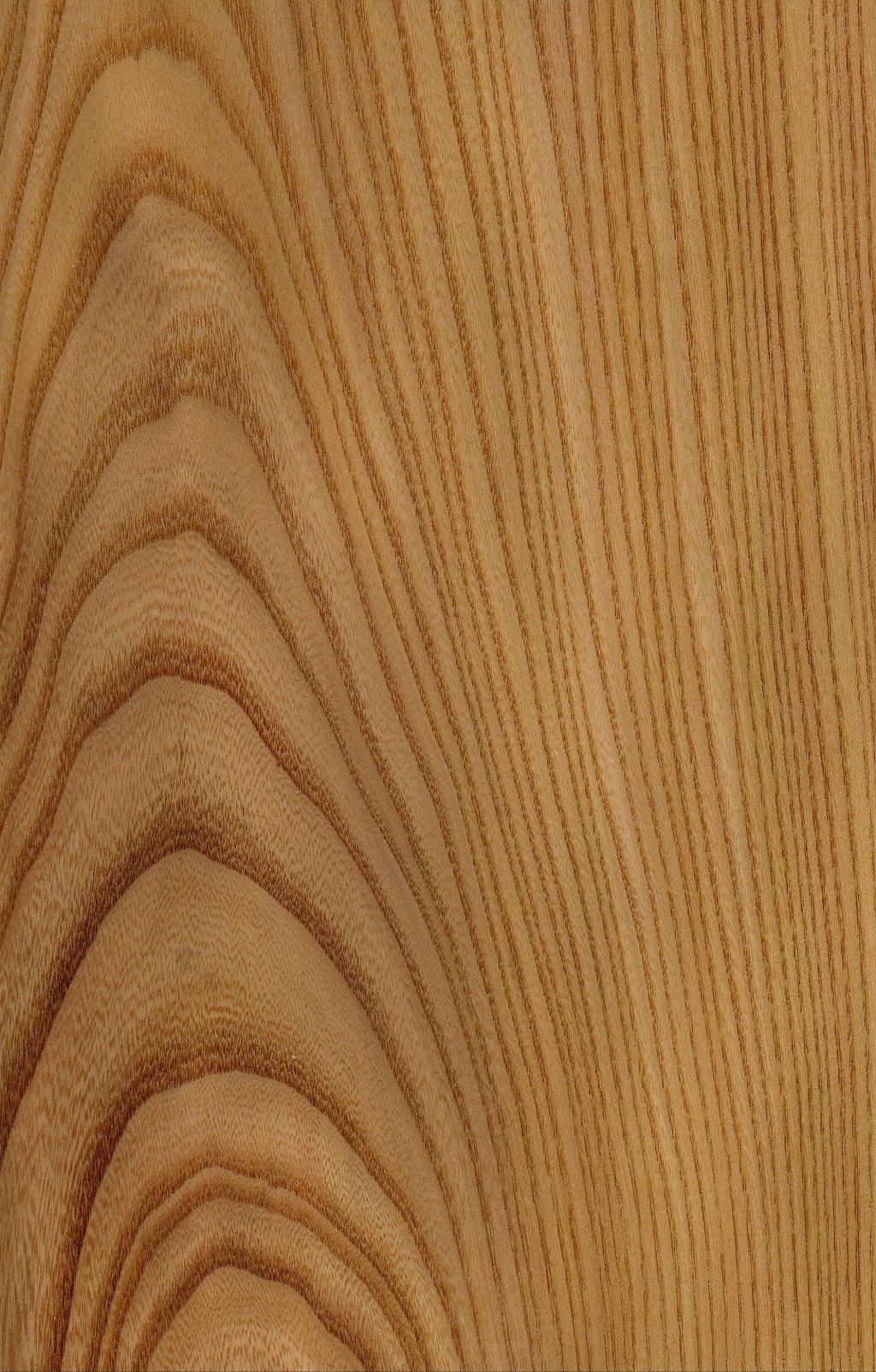
Iepen, dosse vlak, met 'vlam'-tekening
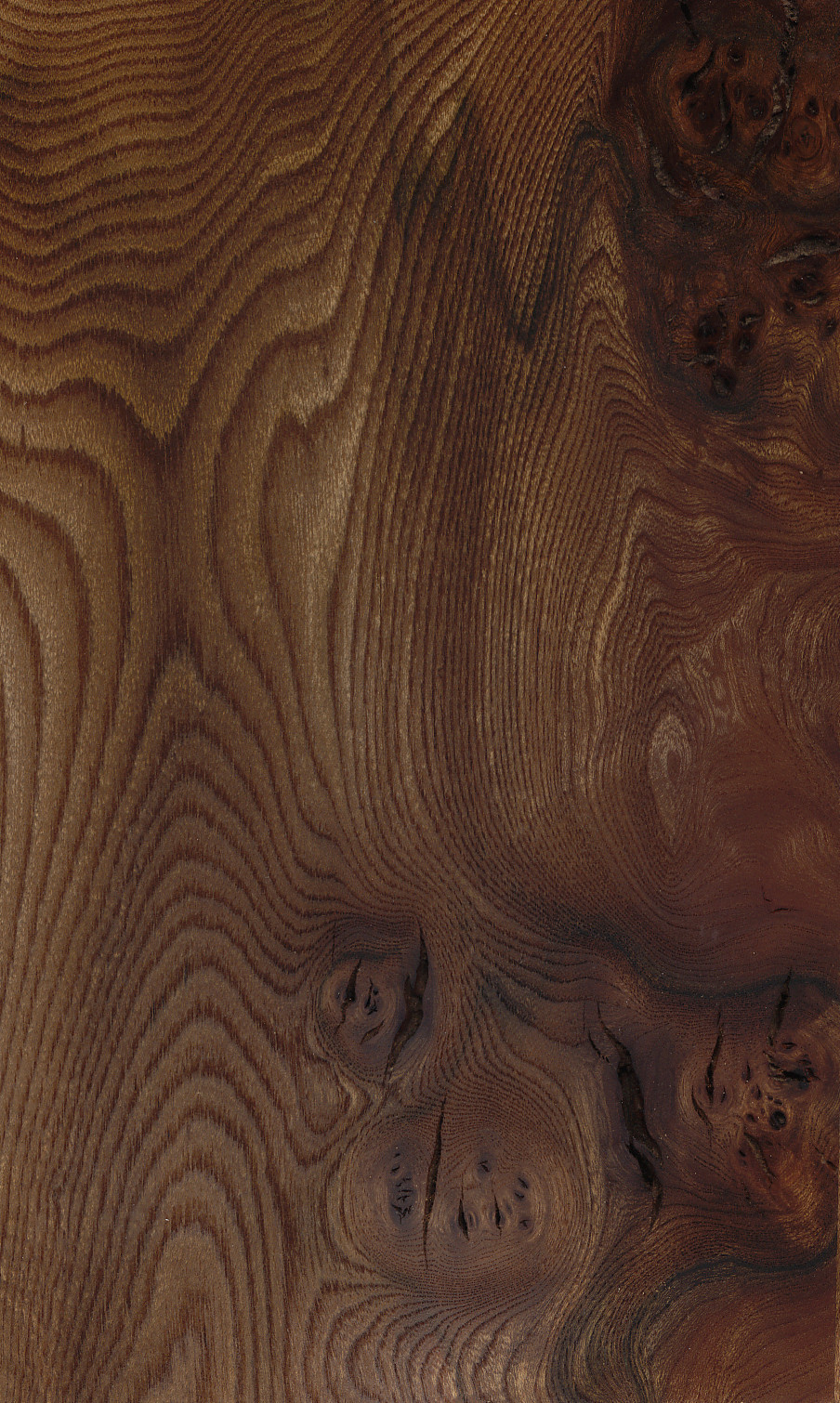
Iepen
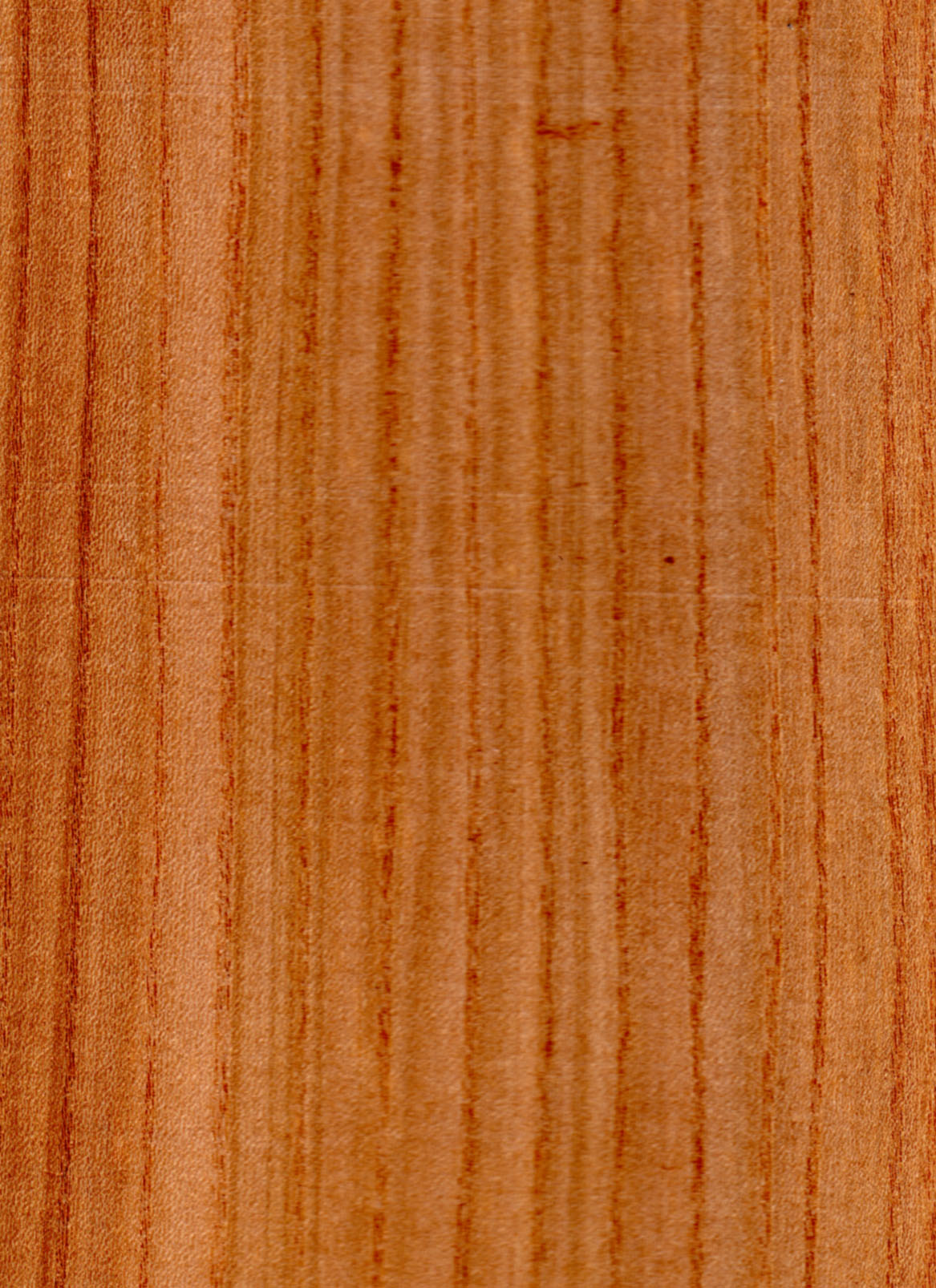
Iepen
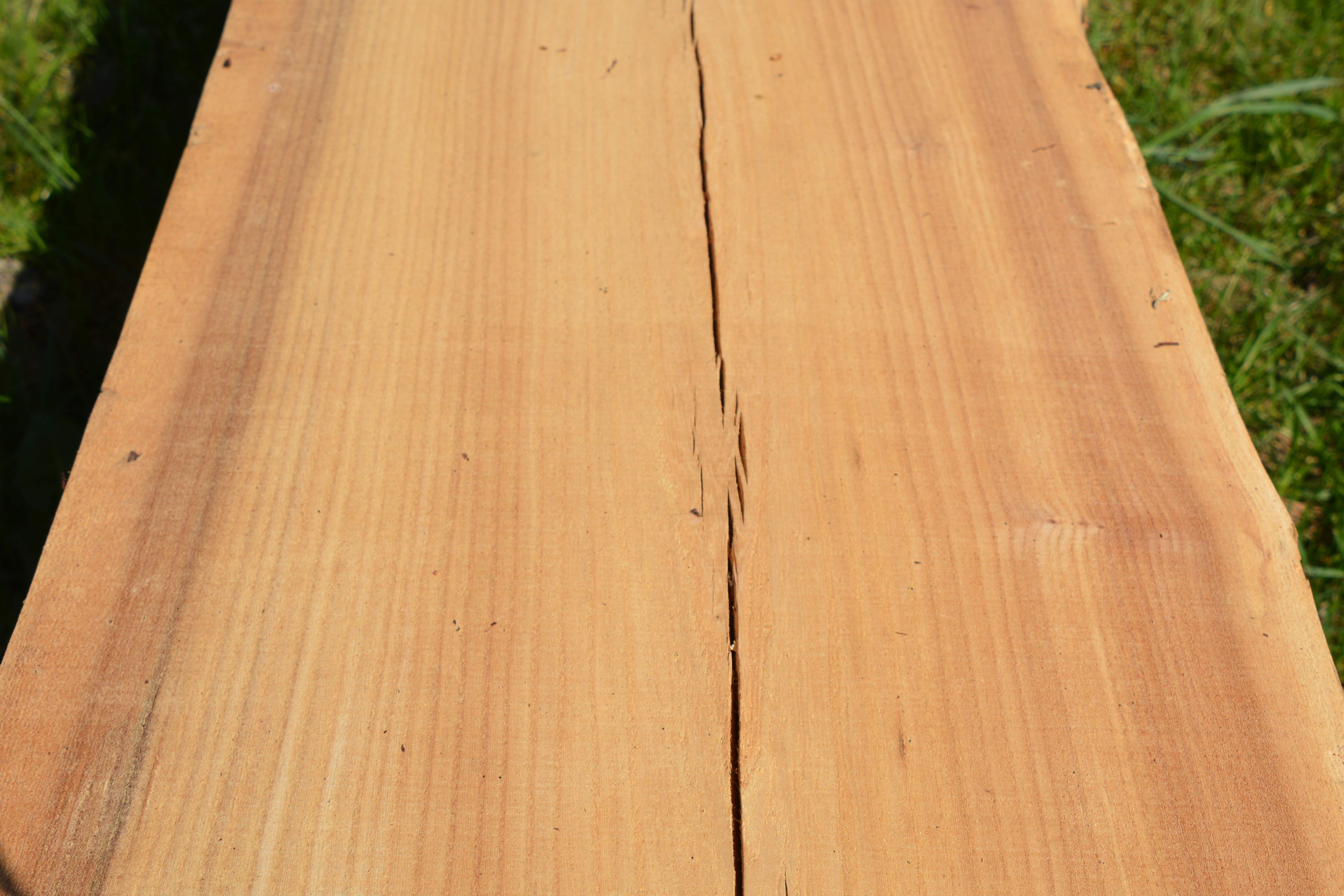
Algemeen aanzien
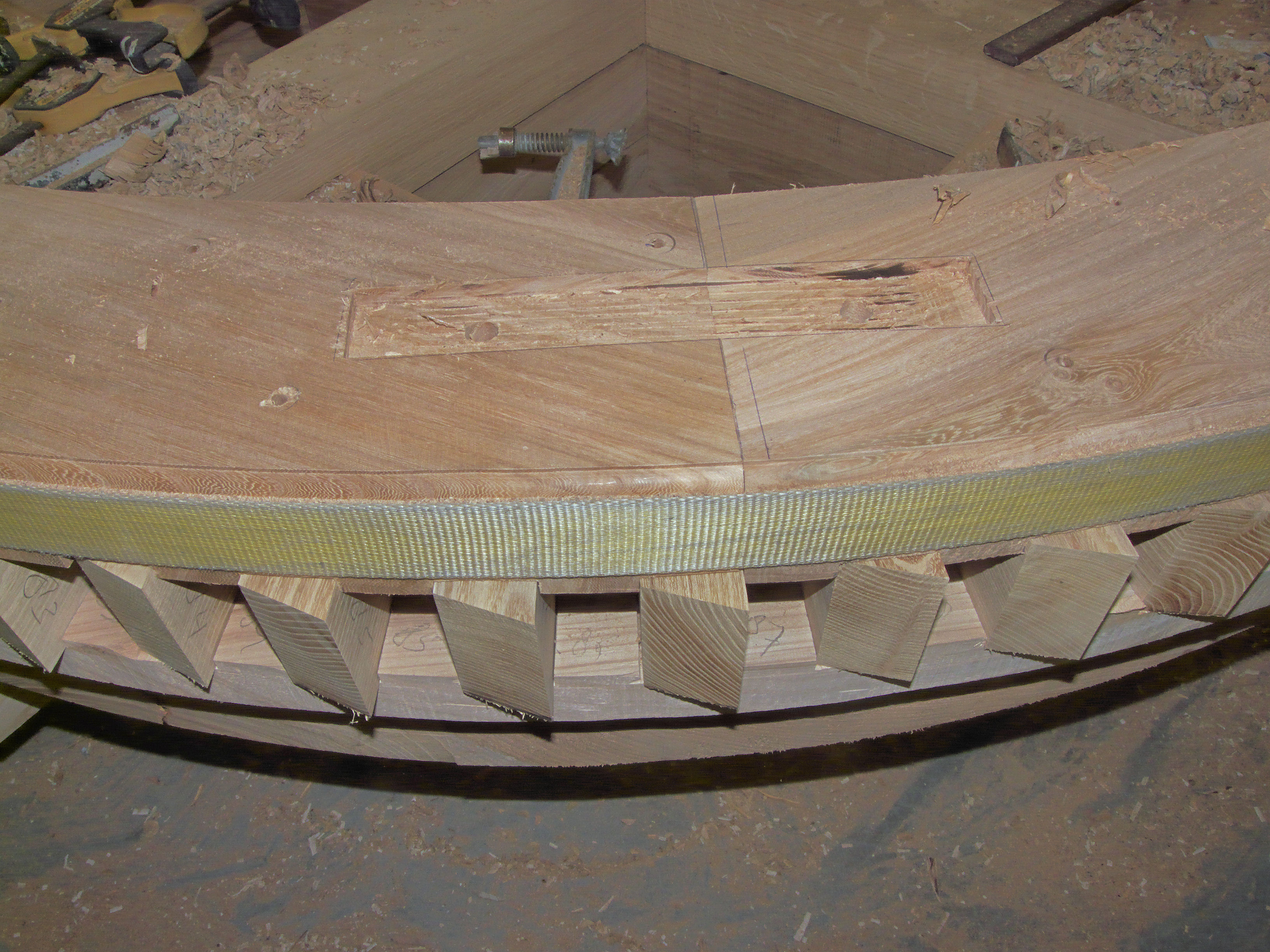
Verwerkt in een molen